# Naturschutzgebiet Ruhruferstreifen am Golfplatz Oefte

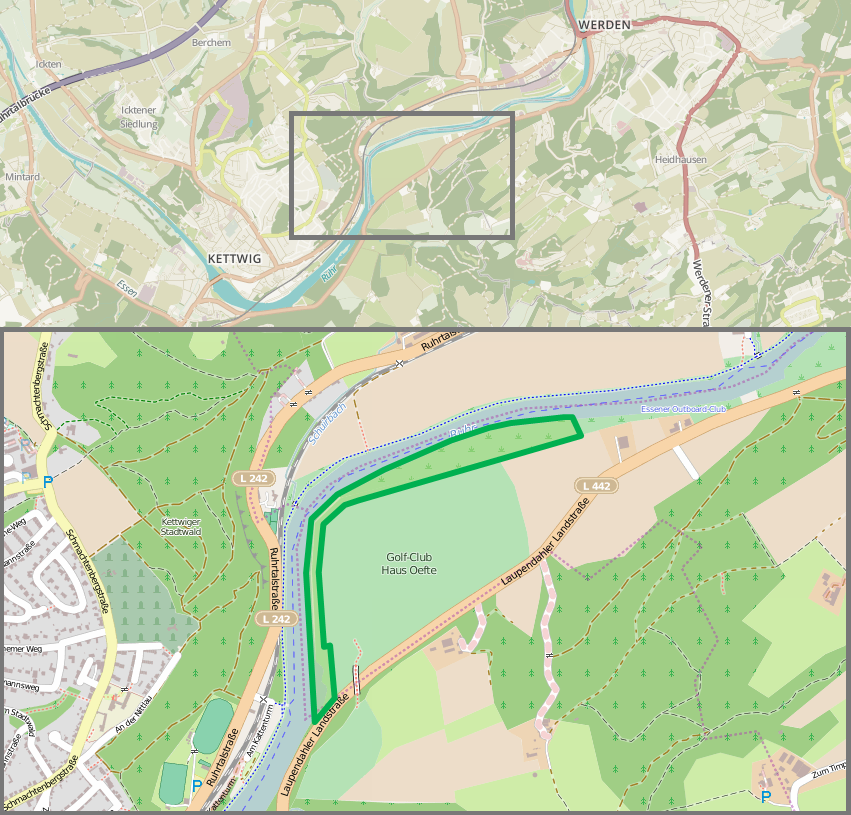
Lage zwischen Kettwig und Werden

Der Ruhruferstreifen am Golfplatz Oefte ist ein Naturschutzgebiet im Essener Stadtteil Heidhausen am Südufer der Ruhr zwischen Kettwig und Werden.

## Beschreibung
Das Schutzgebiet umfasst einen schmalen Uferstreifen, der den Golfplatz Oefte nach Westen und Norden zur Ruhr hin umschließt. Zwei vorgelagerte künstliche Inseln sowie das Flachwasser zwischen diesen Inseln und dem Ufer gehören ebenfalls zum Schutzgebiet. Flussaufwärts schließt sich das Landschaftsschutzgebiet „Uferstreifen der Ruhr bei Werden“ an. Die Fläche des Schutzgebietes wird mit 7,5 bzw. 10,8 ha angegeben.

## Schutzwürdige Biotope und Arten
Der Uferstreifen wird vorwiegend von brachgefallenem Grünland gebildet und ist dicht mit Neophyten (u. a. Herkulesstaude) bestanden. Ebenso finden sich Hecken und Reste eines Eichen-Mischwaldes mit Altholzanteil. Im Flachwasserbereich hat sich die Gelbe Teichrose angesiedelt.
Im Jahre 2013 führte die Biologische Station Westliches Ruhrgebiet eine Erfassung der tagaktiven Brutvogelarten durch. Von den insgesamt 56 angetroffenen Vogelarten wurden 32 sicher als Brutvögel eingestuft, darunter zahlreiche für das Ruhrtal typische Wasservögel. Mit Gelbspötter, Dompfaff, Goldammer und Star wurden auch vier in der Vorwarnliste für NRW aufgeführte Rote-Liste-Arten als Brutvögel nachgewiesen.
Mit seiner vielfältigen Struktur, seinen Inseln und der Schwimmblattzone stellt das Gebiet ein wichtiges Refugialbiotop für Wasser- und Watvögel dar, denen es Futter-, Versteck- und Nistmöglichkeiten bietet.

## Schutzziele
Als Bedrohung werden die Neophytenbesiedelung, die Entnahme von Altholz sowie Trittschäden angesehen. Diesen soll durch geeignete Maßnahmen (Absperrung, Neophytenbeseitigung) entgegengewirkt werden.